# 5283 Pyrrhus
5283 Pyrrhus è un asteroide troiano di Giove del campo greco del diametro medio di circa 64,58 km. Scoperto nel 1989, presenta un'orbita caratterizzata da un semiasse maggiore pari a 5,2031427 UA e da un'eccentricità di 0,1483747, inclinata di 17,48087° rispetto all'eclittica.
L'asteroide è dedicato a Pirro, il soprannome con cui era indicato Neottolemo. Allo stesso personaggio è anche dedicato l'asteroide 2260 Neoptolemus.